# Astragalus buchtormensis
Astragalus buchtormensis är en ärtväxtart som beskrevs av Pall.. Astragalus buchtormensis ingår i släktet vedlar, och familjen ärtväxter. Inga underarter finns listade i Catalogue of Life.